# Fimbristylis salbundia
Fimbristylis salbundia là loài thực vật có hoa trong họ Cói. Loài này được (Nees) Kunth mô tả khoa học đầu tiên năm 1837.